# أغلايا إيفانسية
أغلايا إيفانسية (الاسم العلمي:Aglaia evansensis) هي نوع من النباتات تتبع جنس الأغلايا من الفصيلة الأزدرختية.